# Lunar: The Silver Star
Lunar: The Silver Star (яп. ルナ ザ・シルバースタ Руна дза сируба: сута:) — японская ролевая игра, разработанная студиями Game Arts и Studio Alex для приставки Mega CD (Sega CD в Северной Америке). Изданная 16 июня 1992 года в Японии, игра через шесть месяцев была локализована в США издательством Working Designs.
Игра выполнена в двухмерной графике. Сюжет основан на приключениях Алекса (яп. アレックス Арэккусу), юноши из небольшой деревушки, который мечтает однажды стать героем, как и его кумир — Драгонмастер Дайн (яп. 竜のマスター Рю: но масута:). Как только герои понимают, что их ребяческое приключение превращается в поиск древнего дракона, перед Алексом и его друзьями встаёт задача: исследовать мир в поисках необходимой силы, с помощью которой Алекс сможет стать следующим Драгонмастером и спасти мир.
Поскольку Lunar: The Silver Star задумывалась как «разноплановая RPG», разработчики использовали новый, перспективный формат дисков с поддержкой аудио, по качеству близкому к CD, воспроизведением видеороликов и голосового сопровождения с тем, чтобы озвучить фэнтезийную историю волшебного мира Lunar.
После выхода Lunar: The Silver Star получила восторженные отзывы от критиков. Во всех последующих проектах неизменно присутствует слово «Lunar». В 1994 году был издан сиквел Lunar: Eternal Blue. Кроме того, Game Arts разработала три расширенных ремейка для различных игровых систем: Lunar: Silver Star Story Complete в 1996 году, Lunar Legend в 2002 году и Lunar: Silver Star Harmony в 2009 году.

## Игровой процесс
Lunar: The Silver Star — традиционная японская ролевая игра с двухмерными персонажами и локациями. Игроку необходимо исследовать различные города, леса и пещеры, чтобы продвигаться дальше по сюжетной линии, а также общаться с неигровыми персонажами, которые помогут героям узнать мир лучше, а иногда и наградить ценными вещами.
В игру добавлена система случайных сражений, поэтому во время путешествия по миру игрок может встретить врагов, которых можно либо убить, либо убежать от них. Боевая система основана на пошаговой стратегии, где герои и враги действуют по очереди, в зависимости от их скорости. Во время сражения можно регулировать команды каждого героя в партии. Когда он находится в бою, у него есть несколько вариантов действий: атаковать персонажами, которые находятся достаточно близко к врагу, отступить в угол, стоять на месте, убежать из боя или стрелять издалека. На протяжении всей игры присутствует Нэлл (яп. ナル Нару) — персонаж поддержки, который не принимает непосредственное участие в битве, но анализирует врагов с самого начала сражения, чтобы оценить их силу относительно героев партии. Во время игрового процесса главные герои могут найти оружие, экипировку, различные предметы, которые увеличивают эффективность героев в бою, например, чем сильнее будет оружие, тем больше урона он сможет нанести. За победу над врагом персонажи получают очки опыта, благодаря которым они могут развиваться, становиться сильнее и в дальнейшем смогут противостоять более сильным врагам. После смерти всех персонажей у игрока появляется возможность загрузить предыдущий файл сохранения или перезапустить игру на моменте, автоматически сохранённом игрой.

## Сюжет

### Игровой мир
Действие игры происходит в вымышленном мире Lunar, который находится на орбите бесплодной голубой планеты (также известной, как Голубая Звезда). Если провести аналогию с реальным миром, то мир Lunar и Голубая Звезда находятся на одной орбите, как и планета Земля и её естественный спутник Луна. За сто лет до начала игры Голубая Звезда была непригодна для жизни, так как на ней шла многолетняя война. Могущественная и благосклонная богиня Алфина переместила всё население на Серебряную Звезду и доверила четырём драконам охранять стихии (тьма, свет, огонь, вода) нового мира. Начиная с этого момента, те, кто захочет воспользоваться силой драконов, чтобы служить богине и защищать мир от зла, будут носить имя «Драгонмастера», но не было мудрее героя, чем Драгонмастер Дайн — легендарный герой, который однажды защитил богиню и стал жертвой по воле судьбы. Истории о подвигах Дайна стали краеугольным камнем для молодого мальчика по имени Алекс — протагониста игры и основного персонажа, который сам мечтает стать Драгонмастером.
Большинству локаций Lunar: The Silver Star намеренно было привито ощущение «севера», чтобы показать, что окружающий мир игры холоднее, чем сеттинг многих других ролевых игр, где подобное достигалось лишь тем, что персонажам можно было носить больше одежды. Многие города и локации игры были созданы на основе местностей России и средневековой Европы.

### Персонажи

Основная группа персонажей. Первый столбец, сверху вниз: Кайл, Нэш, Джессика, Мия. Второй столбец, сверху вниз: Луна, Алекс и Нэл на плече Алекса

Дизайн персонажей Lunar: The Silver Star был разработан художником аниме и манги Тосиюки Кубоокой. Главными героями игры являются Алекс и его друзья, и у каждого из которых есть своя причина, по которой они присоединились к нему:
- Алекс (яп. アレックス Арэккусу) — 15-летний мальчик из небольшой деревушки, однажды мечтающий стать путешественником. Алекс — тихий протагонист, который не произносит ни слова на протяжении всей игры, как и протагонисты большинства традиционных японских RPG.
- Нэлл (яп. ナル Нару) — маленькое, летающее существо, напоминающее белую кошку. Он знаком с Алексом с самого рождения.
- Луна (яп. ルナ Руна) — друг детства Алекса и его возлюбленная. Обладает уникальной способностью исцелять посредством музыки.
- Рамус (яп. ラムス Рамусу) — сын мэра города Бург (яп. ブルク Буруку), который мечтает однажды открыть собственный магазин. Приключения начинаются, когда Рамус зовёт Алекса в пещеру дракона, чтобы найти там бесценный алмаз. По сюжету игры Рамус хочет продать этот камень и на эти деньги открыть свой магазин в Мирибии (яп. メリビア Мэрибиа).
- Нэш (яп. ナッシュ Нассю) — студент младшего курса гильдии магов летающего города Вэйн (яп. ベーン Бэ: н). Склонен к необдуманным поступкам.
- Мия (яп. ミア Миа) — ещё один студент гильдии магов города Вэйн, является дочерью Лемии Аусы — главы гильдии магов города Вэйн.
- Кайл (яп. カイル Кайру) — упрямый и ветреный бандит из Барьера Нанзы (яп. ナンザ バリア Нандза Бариа).
- Джессика (яп. ジェシカ Дзэсика) — девчонка-сорване́ц, дочь известного легендарного героя. Тренируется, чтобы стать жрицей храма Алфины.

Второстепенные персонажи, в число которых входят три выживших легендарных героя, которые однажды помогли Драгонмастеру Дайну защитить богиню Алфину (яп. 女神 アルテナ Мэгами Арутэна) за несколько лет до начала истории Lunar: The Silver Star:
- Мэл Д’Алкирк (яп. メル・デ・アルカーク Мэру дэ Арука: су) — отец Джессики, правитель Мирибии.
- Лемия Ауса (яп. レミリアオウサ Рэмирия уса) — мать Мии, глава Вэйна.
- Галеон (яп. ガレオン Гарэон) — могущественный маг и учитель Нэша. После того, как раскрывается его альтер эго, Галеон становится главным антагонистом игры и перевоплощается в Магического Императора (яп. マジック皇帝 Мадзикку Ко: тэй).

Также в игре есть персонажи-гости, которые вступают в партию Алекса на определённое время:
- Лэйк (яп. レイク Рэйку) — могучий воин и опытный путешественник, который выступает в качестве наставника Алекса. Позже выясняется, что этот воин — Драгонмастер Дайн (яп. 竜のマスター рю: но масута:), утративший свою силу.
- Тэмпест (яп. テムジン Тэмудзин) и Фрэска (яп. ピリア Пирия) — воины из деревни Пао, имеющие собственные причины, по которым они вступают в группу Алекса[10].

Многие оригинальные японские имена были изменены в западной версии игры, например, Килли (яп. キリー Кири) стал Кайлом, Фейди (яп. ファイディ Файди) стал Куорком, Тэмзин  (яп. テムジン Тэмудзин) стал Тэмпестом и Пилиа (яп. ピリア Пилия) стала Фрэской; оригинальное прозвище Мела — адский Мел — было изменено на «смертельный», так как цензура не пропустила оригинальное прозвище. Ведьма Зенобия (яп. ゼノビア Дзэнобия) является правой рукой Галеона, а также вторым антагонистом игры.

### История
Основная сюжетная линия игры Lunar: The Silver Star была создана писателем Кэй Сигэмой и повествует о мире высокого фэнтези, особое место в котором занимают фольклор и легенды. Повествование начинается в небольшом городке под названием Бург (яп. ブルク Буруку), где живёт главный герой игры — юноша Алекс, который каждый день ходит к монументу, возведённому в его городе в честь павшего героя Дайна, его кумира. По настоянию Рамуса — сына мэра города — Алекс и Рамус отправляются в своё первое настоящее путешествие к таинственной пещере дракона в поисках ценного алмаза. Чуть позже к ним присоединяются приёмная сестра Алекса — Луна и говорящее летающее существо, Нэлл. Пройдя по лабиринтам вглубь пещеры, группа встречает Кворка, старого дракона, который чувствует в главном герое большой потенциал и настоятельно призывает его пройти испытания других драконов, чтобы стать следующим Драгонмастером, избранником богини Алфины и защитником мира. Во время разговора с группой друзей Кворк говорит Луне, что она ему кого-то напоминает из прошлого. После того как Рамус получает алмаз дракона, он пытается продать его в Бурге, но безуспешно, поэтому предлагает Алексу отправиться в крупный торговый город — Мирибия (яп. メリビア Мэрибиа), где он сможет продать алмаз за большие деньги. Затем друзья отправляются в Сайс (яп. サイス Сайсу) — портовый городок на юге западного континента, где Луна покидает группу, чтобы остаться с семьей Алекса.

Магический город Вэйн

После путешествия на корабле на восточный континент, Алекс, Нэлл и Рамус прибывают в Мирибию, где они встречают одного из Четырёх легендарных героев — Мэла. Рамуса обманывают, когда он пытается продать алмаз в одном из магазинов города, после чего торговец скрывается в канализации. После его поимки Рамус просит Алекса оставить торговца в живых, взамен забрав его магазин, после чего покидает группу, чтобы осуществить свою мечту — стать богатым. Алекс и Нэш отправляются в город Вэйн (яп. ベーン Бэ: н), где они встречают Мию — дочь правителя города и возлюбленную Нэша. Нэш представляет Алекса Галеону — главе магической гильдии и бывшему великому герою, который сражался вместе с Дайном много лет назад. Заинтригованный миссией главного героя, Галеон отправляет его на поиски лжедрагонмастера в далёкий город. Прибыв на место, команда встречает Джессику — дочь Мэла, честолюбивую жрицу, которая помогает ему найти самозванца. Довольный успехом команды, Галеон просит главного героя, чтобы тот сопроводил Галеона к пещере Кворка, чтобы встретиться с драконом и обсудить с ним будущее Алекса. Встретив дракона, он внезапно атакует Кворка. Галеон клянется отомстить Алфине и драконам за смерть своего друга Дайна, который умер, защищая её, после чего он исчезает. Умирая, Кворк скажет Алексу, что он должен стать следующим Драгонмастером, чтобы спасти богиню. Подавленные Алекс и Нэлл возвращаются в Бург, где обнаруживают, что в городе никого нет, кроме монстров, которые оккупировали Бург по приказу Галеона. На месте, где в начале игры Алекс играл на окарине, команда встречает Зенобию, которая схватила Луну. На прощание Зенобия натравляет на Алекса монстров и говорит, что у Галеона есть особые планы на Луну. После чего она хватает её и исчезает.
Чтобы продолжить миссию по нахождению всех драконов, а также спасению Луны из рук Галеона, группа направляется в приграничный городок Нанза Барьер (яп. ナンザ バリア Нандза Бариа), где они смогут заручиться поддержкой Кайла, друга Джессики, который поможет Алексу и его друзьям пересечь границу и попасть к следующему дракону. В городе изобретателей команда находит воздушный шар, благодаря которому они попадают в пещеру красного дракона. Достигнув жилища красного дракона, команда выясняет, что дракон был уничтожен Галеоном незадолго до их прибытия. Прежде чем исчезнуть, дух красного дракона передаёт Алексу свою силу, после чего группа отправляется в пещеру синего дракона, которая находится неподалёку от музыкального города. Однако синий дракон тоже был повержен Галеоном до их прибытия и теперь команде необходимо держать путь на далекую и бесплодную землю, чтобы пройти финальное испытание чёрного дракона. Заколдованный Галеоном, чёрный дракон в яростном безумии нападает на команду, однако им удаётся его победить. Получив благословение последнего дракона, Алекс и его спутники отправляются к движущемуся механическому замку Галеона, Гриндери. Несмотря на усилия, команда друзей не может остановить замок, и, тогда, с помощью магической силы Луны, находящейся под контролем Галеона, Гриндери разрушает Вэйн. После того как Алекс и его друзья получают меч богини Алфины и узнают правду о том, что Луна является реинкарнацией Алфины, они нападают на замок Галеона. После осады замка группа побеждает Галеона и его правую руку — Зенобию. Главный герой пробивает свой путь к Луне, которая, как и богиня Алфина много лет назад, противится этому и безостановочно кидает в него молнии; чтобы рассеять чары, Алекс играет на окарине, мелодия которой помогает вернуть сознание Луны. Она пробуждается в руках Алекса в окружении своих друзей.

## Разработка и выпуск игры
Lunar: The Silver Star была разработана компанией Game Arts, которая попыталась создать ролевую игру, основной акцент которой был бы сосредоточен на анимации и сюжете. Для этого команда обратилась к сценаристу и писателю Кэй Сигэме с просьбой создать историю, которая отличалась бы от тех игр-пустышек, в которых «есть сюжет, но нет его раскрытия». Использовав возможность воспроизведения видео на Sega CD, аниматор и художник Тосиюки Кубоока создал несколько видеороликов, в которых был использован закадровый голос. Взяв за основу фэнтезийный мир, в отличие от популярной в то время в JRPG научной фантастики, команда хотела, чтобы игрок постепенно погружался в историю и мифологию вымышленного мира, исследуя его по ходу действия игры. Имея в основном опыт создания сайд-скроллеров и скролл-шутеров для Mega Drive/Genesis и PC Engine, Game Arts создала дочернюю компанию, Studio Alex, назвав её в честь главного героя Lunar. В связи с нехваткой времени почти треть проекта Lunar была пересмотрена ещё до релиза игры.
Перевод Lunar на английский язык был осуществлён компанией Working Designs, небольшим калифорнийским издателем, который ранее занимался локализацией небольших игр для TurboGrafx-16 и TurboDuo. Так как эта игра стала их самым крупным проектом на тот момент, команда, во главе с вице-президентом и главным сценаристом Виктором Иреландом, всерьёз занялась игрой, и плотно сотрудничала с японской командой. По просьбе главы издательства в проект были добавили новые элементы геймплея, например, был добавлен момент, где Алекс играет на окарине, чтобы пробудить Луну ближе к концу игры. Working Designs также приложила руку к оформлению упаковки игры, внеся изменения в дизайн буклета к игре и добавив семь различных изображений на лицевой стороне упаковки диска, каждая из которых имела своё оформление, что тем самым повысило коллекционную ценность игры.
Хотя объём тестовой английской версии игры был равен почти четырём мегабайтам, тем не менее, переводчики из Working Designs завершили работу над переводом всего за восемь недель. Во время работы над переводом разработчики добавили несколько своих шуток в текст игры, например: Have you ever tried swimming in lemon jello? (рус. Вы когда-нибудь пробовали плавать в лимонном желе?), а также множество отсылок к современной поп-культуре, которых не было в тексте оригинала, в том числе намёки на американские рекламные ролики знаменитостей, жаргонизмы и клише ролевых игр.

## Музыка
Музыка для Lunar: The Silver Star была написана Нориюки Ивадарэ, Хироси Фудзиока, Исао Мидзогути и Ёсиаки Кубодэра, которые на максимум использовали звуковые возможности Sega Mega-CD, с целью создать саундтрек, качество которого не уступало бы CD-DA. В оригинальной версии игры вступительная тема Lunar была исполнена певицей Маюми Судой. В английской версии игры данная песня, но в несколько изменённом варианте, была исполнена вокалистом Шия Алмедой и содержала новый текст, составленный под руководством Виктора Иреланд, который хотел, чтобы она звучала менее «приторной», но в то же время отличалась бы высоким «чувством гармонии».
Саундтрек Lunar: The Silver Star Original Soundtrack был выпущен только в Японии лейблом Toshiba EMI за два месяца до релиза самой игры 22 апреля 1992 года. Альбом содержит полные японские версии вступительной темы и темы концовки, а также караоке-версию. Большинство музыкальных тем представляют собой попурри, нежели отдельные самостоятельные треки. Хотя официально версия саундтрека в Северной Америке не была выпущена, многие из песен, присутствующих в альбоме, были представлены как аранжированные версии в бонусном саундтреке, содержащемся в коллекционном издании Lunar: Silver Star Story Complete; в это же издание была включена вступительная тема на английском языке.
| №                   | Название | Длительность |
| ------------------- | --- | ------------ |
| 1.                  | «Lunar» (vocal by Mayumi Sudou) | 3:16         |
| 2.                  | «Saga of the Silver Star» | 8:09         |
| 3.                  | «Funky Dance» (vocal by Mayumi Sudou) | 3:49         |
| 4.                  | «Sensitive Dream» (vocal by Kikuko Inoue) | 4:38         |
| 5.                  | «Introduction ~ Lunar» | 2:00         |
| 6.                  | «Beginning of a Journey I» (Burg Village / Luna's Dream)                                                                                        | 2:07         |
| 7.                  | «Beginning of a Journey II» (Field 1 / Battle / Dragon's Cave / Meeting the White Dragon)                                                       | 4:56         |
| 8.                  | «Adventure I» (Village / Ship Voyage / Balloon Voyage / Airship Voyage)                                                                         | 3:11         |
| 9.                  | «Adventure II» (Meribia / Cave / Town / Vane / Crystal Tower)                                                                                   | 6:40         |
| 10.                 | «In the Midst of the Journey I» (Luna's Theme (Harp) / Ominous Premonition / Theme of Sadness / Theme of Anxiety)                               | 2:46         |
| 11.                 | «In the Midst of the Journey II» (Meeting a Friend / Shadow of the Enemy / Songstress' Song / Songstress' Song (Flat) / Item / Enemy Encounter) | 1:28         |
| 12.                 | «Surmounting the Trial» (Field 2 / Tower / Mid-Boss Battle / Goddess Tower / Machine Castle Attack / Inside Machine Castle)                     | 6:32         |
| 13.                 | «The Final Battle» (Great Boss Battle / Awakening / Distant Lunar)                                                                              | 4:06         |
| 14.                 | «Lunar» (Karaoke) | 3:16         |
| 15.                 | «Sensitive Dream» (Karaoke) | 4:21         |
| Общая длительность: | Общая длительность: | 61:15        |

## Озвучивание
И японская, и английская версии Lunar: The Silver Star содержат примерно пятнадцать минут озвученных диалогов. Хотя в игре имеется ряд основных и второстепенных персонажей, только пятеро из них были озвучены во время появления в некоторых сюжетных сценах. В японской версии Кикуко Иноуэ озвучивает Алекса и Луну, Рэй Сакума озвучила Нэлл, Коити Китамура — белого дракона Куорка и Рокуро Ная — Галеона. В озвучивании английской версии участвовали в основном молодые актёры и сотрудники Working Designs, например, Эшли Паркер Энжел озвучивал Алекса, Ронда Гибсон — Луну, Джеки Пауэрс — Нэлл, Хэл Дэлахусс — Куорка, и Джон Трутт — Галеона. Во время создания ремейка на PlayStation, англоязычная команда актёров осталась для озвучивания своих персонажей, а японский актёрский состав был заменён.

## Оценки и мнения
| Сводный рейтинг               | Сводный рейтинг |
| Агрегатор                     | Оценка          |
| ----------------------------- | --------------- |
| GameRankings                  | 88,40 %         |
| Иноязычные издания            |                 |
| Издание                       | Оценка          |
| EGM                           | 7,75/10         |
| GameFan                       | 97 %            |
| Game Informer                 | 8,5/10          |
| GamePro                       | [ 44 ]          |
| Electronic Games              | 86 %            |
| Game Players                  | 79 %            |
| Sega-16                       | 9/10            |
| VG&CE                         | 9/10            |
| Mean Machines                 | 86 %            |
| Награды                       |                 |
| Издание                       | Награда         |
| Лучшая ролевая игра (GameFan) |                 |

Lunar: The Silver Star отлично встретили в Японии: продажи составили примерно 100 000 экземпляров, а в течение года игра продавалась не хуже самой приставки Mega-CD. Sega специально выпустила проект от Game Arts с целью увеличения продаж модуля в этом регионе. Она стала бестселлером для приставки на японском рынке, а за её пределами заняла второе место по уровню продаж в мире после Sonic the Hedgehog CD. Читатели японского журнала Mega Drive Beep голосовали за эту игру в «топе ролевых игр» в течение 17 месяцев, пока её место не заняла Shining Force II.
Английскую версию, выпущенную в следующем году, также ожидал тёплый приём. Редакторы журнала GameFan назвали её лучшей ролевой игрой 1993 года. Рецензент с ником SKID отзывался о The Silver Star следующим образом: 

Lunar — лучшая RPG, в которую я когда-либо играл на английском языке. Здесь все идеально: графика, система боя, музыка и сюжет. Компания Working Designs знает, как нужно переводить игры, а в случае с этой игрой она сделала это настолько хорошо, что итог получился даже лучше, чем оригинальная версия игры.Оригинальный текст (англ.)Lunar is far and away the best RPG I have ever played in English. Everything is perfect, the graphics, the fighting engine, the music, and the story. Working Designs knows how to translate RPGs, and has converted this game so well that it is better than the original.— SKID
Представитель из GamePro также положительно оценил игру: 

Lunar: The Silver Star, изданная компанией Working Designs — то, что доктор прописал. Отличная графика, невероятное музыкальное сопровождение и интригующий сюжет не просто сделали эту игру лучшей на приставке Sega CD, но одной из лучших на любой из приставок Sega.Оригинальный текст (англ.)Lunar: The Silver Star by Working Designs is just what the RPG doctor ordered. Great graphics, awesome sound, and a very intriguing story come together to make this not just the best SEGA CD RPG ever, but one 
of the best on any SEGA System.— Lawrence of Arcadia
В Game Players игру оценили по разным критериям, указав её все плюсы и минусы. Графику Джефф Люндигрен похвалил за детализацию и красоту, а также большое количество хороших анимированных элементов, но персонажи, по его словам, маленькие и выглядят они как и в других подобных RPG". Положительно отзывался о работе актёров озвучивания: «Голоса актёров на уровне и полностью соответствуют тому, что происходит на экране», однако «часть голосов вызывают сомнение по отношению к таланту некоторых актёров». Про музыку рецензент писал следующее: «Музыка заполняет всё вокруг… но это не производит должного впечатления — плохо для игры, где музыка занимает далеко не последнее место». Про реиграбельность сотрудник Game Players отметил, что «игра не располагает к повторному прохождению», а по поводу управления — «игровые меню просты и понятны, а боевая система боя достаточно скучная». Пять представителей журнала Electronic Gaming Monthly оценили игру на 9, 8, 7, 7 и 7 баллов, от «достойной» до «практически безупречной». Критики положительно оценили музыку, но описали процесс боёв как «немного скучный». В руководстве по покупке игр от EGM за 1999 год, все пять оценок были сложены в одну и составила 7,75 баллов из 10.
В журнале Mega поместил игру на восьмую строчку в топе лучших игр в истории для Mega CD. В 2006 году Lunar заняла 113-е место в топе «Величайших игры для своего времени» от EGM и 1UP.com. Журнал Retro Gamer включил The Silver Star в десятку лучших игр для Mega CD, отметив её «поразительный саундтрек» и «фантастическую» локализацию.

### Влияние
Поскольку The Silver Star стала первой игрой серии Lunar, большинство персонажей и музыкальное сопровождение, созданные для неё, можно увидеть в последующих играх серии. В 1994 году вышел сиквел в виде Lunar: Eternal Blue, действие которого разворачивается через тысячу лет после событий The Silver Star. Сиквел содержит в себе множество отсылок к первой части франшизы. Другие игры серии, такие как: Lunar: Walking School, вышедшая в 1996 году и Lunar: Dragon Song — в 2005 году, по своей сути являются приквелами, так как их истории разворачиваются за многие тысячи лет до основной игровой сюжетной линии.
Lunar: The Silver Star была несколько раз переиздана различными издателями и разработчиками на разных игровых платформах в период с 1996 по 2009 годы. Эти игры отличаются от предшественника более качественной графикой, музыкальным сопровождением и расширенной сюжетной линией.